# Пролог (фільм)
«Пролог» — радянський кольоровий історико-революційний художній фільм 1956 року, знятий на кіностудії «Мосфільм».

## Сюжет
Про першу російську революцію 1905 року. У криваву неділю була поранена дочка робітника Круглова, що привело його до боротьби проти самодержавства.

## У ролях
- Микола Плотников — В. І. Ленін
- Марія Пастухова — Н. К. Крупська
- Павло Кадочников — О. М. Горький
- Володимир Соловйов — Матвій Хомич Круглов, робітник Путилівського заводу
- Інна Кондратьєва — Марфа Круглова
- Віктор Авдюшко — Федір, більшовик
- Данута Столярська — Катя, більшовичка
- Ніна Родіонова — Варвара, більшовичка
- Павло Винник — Філімонов, солдат Семенівського полку
- Зінаїда Воркуль — Іванова
- Микола Граббе — Юркку, більшовик
- Петро Константинов — Зелений, філер охоронного відділення, або шпик
- Геннадій Юдін — Ігнатій, зневірений соціаліст і агент охранки
- Володимир Колчин — Микола II
- Юхим Копелян — Георгій Гапон, священик, «піп Гапон»
- Петро Савін — Косой, філер охоронного відділення
- Іван Коваль-Самборський — староста
- Євген Агуров — Меньшов
- Антоніна Волчкова — матір
- Микола Коміссаров — шеф жандармерії / Сергій Юрійович, секретар Миколи II
- Олександр Хохлов — полковник
- Олена Савченко — епізод
- Борис Сітко — епізод
- Василь Максимов — Петрушевський
- Анна Заржицька — працівниця
- Костянтин Старостін — епізод
- Володимир Борисов — епізод
- Олена Валандіна — епізод
- Іван Жеваго — купець
- Лідія Корольова — епізод
- Вікторія Чаєва — епізод
- Іван Гузиков — чорносотенець
- Віктор Лебедєв — робітник
- Микола Кузьмін — солдат Семенівського полку
- Віра Малолєткова — робітниця
- Валерій Пушкарьов — інженер заводу
- Олексій Миронов — епізод
- Михайло Семеніхін — робітник

## Знімальна група
- Режисер — Юхим Дзиган
- Сценарист — Олександр Штейн
- Оператори — Валентин Павлов, Борис Петров
- Композитор — Микола Крюков
- Художники — Петро Кисельов, Євген Серганов